# Nokia C3-00
Nokia C3-00 este un telefon mobil produs de compania finlandeză Nokia. Ecranul este TFT și măsoară 2.4 inchi.
Nokia C3-00 are o cameră de 2 megapixeli, Bluetooth, Wi-Fi, radio FM, port micro-USB, slot card microSD și o tastatură QWERTY.

## Design
În partea stângă se găsește slotul pentru cardul de memorie microSD și portul pentru conectarea cablului de date microUSB. Ambele sunt protejate de pătrunderea prafului cu un capac de cauciuc.
Partea de sus a lui Nokia C3 găzduiește mufa audio de 3.5 mm și mufa de încărcare nefiind protejate de un capac.
În partea de jos se află orificiul pentru prinderea curelei de mână.
Partea din spate are camera foto de 2 megapixeli și difuzorul pentru muzică. 

## Multimedia
Camera foto este de 2 megapixeli cu rezoluția maximă de 1600 x 1200 pixeli. Înregistrarea video este de rezoluția QCIF la 15 cadre pe secundă.
Are radio FM stereo cu RDS. Player-ul de muzică suportă formatele MP3/WAV/WMA/eAAC+.
Playerul video suportă MP4/AVI/H.264/H.263/WMV.

## Conectivitate
Clientul de e-mail suportă POP3 și IMAP4.
Smartphone-ul sprijină GPRS și EDGE. 
Nokia C3 este echipat cu Bluetooth 2.1 cu A2DP și EDR,port micro-USB 2.0 și Wi-Fi 802.11 b/g.

## Caracteristici
- Ecran TFT de 2.4 inchi cu rezoluția de 320 x 240 pixeli
- Memoria internă de 55 MB, 64 MB RAM, 128 MB ROM
- Slot card microSD suport maxim 8 GB, card inclus de 2 GB
- Camera foto de 2 megapixeli
- Bluetooth 2.1 cu A2DP și EDR
- Conector micro-USB 2.0
- Wi-Fi 802.11 b/g
- Radio FM stereo cu RDS
- Browserul suportă WAP, xHTML, HTML și Adobe Flash Lite